# Compétition hors prix
La compétition hors prix est une recherche simultanée par deux ou plusieurs personnes d'un même avantage compétitif non relatif au prix de vente d'un produit.
Pour faire face à une situation concurrentielle donnée, une entreprise réagit en formulant et/ou adaptant son Marketing mix.
Soit l'ensemble des paramètres qui concourent à la détermination de son offre. Classiquement et normalement, quatre axes récapitulent l'ensemble des arbitrages et décisions possibles en la matière : La politique de produit, la politique de prix, la politique de distribution et la Politique de communication.

## Utilité du modèle
En période de durcissement de la situation concurrentielle et particulièrement lorsque le marché parait saturé, il n'apparait généralement pas opportun de se livrer à une guerre des prix. Laquelle se révèle le plus souvent coûteuse pour un résultat limité.
Les directions marketing, dans cette circonstance, privilégient une compétition hors prix (ou concurrence hors prix) avec la formulation d'un marketing adapté, c'est-à-dire faisant appel prioritairement aux trois axes du marketing (excepté la dimension prix). L'espace de liberté pour concevoir une offre pertinente reste cependant important.
L'offre va être adaptée en révisant et en recombinant les paramètres :
- Produit : en modifiant les caractéristiques ou fonctionnalités du produit ou de la gamme de produits offerts
- Distribution : en modifiant par ex. la sélection des canaux de distribution ou en passant de nouveaux accords de référencement (actions dans le but d'améliorer la DN (diffusion numérique) et/ou la DV (diffusion valeur)
- Communication : en modifiant le plan publicité ou le plan promotion.

Cette orientation rejoint le modèle de rentabilité dit Du Pont Chart, où la rentabilité de l'entreprise est définie comme le résultat de la multiplication du Taux de marge par la rotation du capital investi.
En effet si la rentabilité s'écrit sous la forme du Ratio : Bénéfice / Capital investi, cela peut aussi s'écrire sous la forme du ratio :
(Bénéfice / Chiffre d'affaires) multiplié par (Chiffre d'affaires / Capital investi)
- où (Bénéfice / Chiffre d'affaires) est égal au Taux de marge
- où (Chiffre d'affaires / Capital investi) est égal à la Rotation du Capital investi.

Tout ceci pour dire qu'en période de tension concurrentielle, où le relèvement du taux de marge est plus difficile à obtenir, il vaut mieux se concentrer sur l'optimisation du second terme (La rotation du capital investi) soit précisément les domaines de la compétition hors prix.